# جيم بارك (لاعب كرة قاعدة)
جيم بارك (بالإنجليزية: Jim Park)‏ هو لاعب كرة قاعدة أمريكي، ولد في 10 نوفمبر 1892 في ريتشموند في الولايات المتحدة، وتوفي في 17 ديسمبر 1970 في ليكسينغتون في الولايات المتحدة.